# Arik Brauer
Arik Brauer, pseudonimo di Erich Brauer (in ebraico אריק בראואר‎?; Vienna, 4 gennaio 1929 – Vienna, 24 gennaio 2021), è stato un artista austriaco, nato da genitori lituani-ebrei.

## Biografia
Brauer fu uno dei fondatori della Wiener Schule des Phantastischen Realismus (in italiano: Scuola viennese del realismo fantastico) assieme ad Ernst Fuchs, Rudolf Hausner, Wolfgang Hutter e Anton Lehmden.
Nel secondo dopoguerra studiò pittura e sviluppo interessi analoghi grazie alla altrettanto eclettica personalità del suo maestro Albert Paris von Gütersloh, che promosse la sua attività assieme a quella di Edgar Jene, Ernst Fuchs, Wolfgang Hutter, Rudolf Hausner, Anton Lehmden, e Fritz Janschka. Nonostante il gusto del mondo dell'arte tra gli anni cinquanta e sessanta vertesse sull'astrattismo, il successo del lavoro di Brauer nell'artigianato e nel surrealismo lo condusse a un'attenzione internazionale. Nel 1982 tenne svariate mostre personali negli Stati Uniti.
Brauer ha operato anche come progettista e architetto in Austria e in Israele. Le facciate e gli interni dei suoi edifici sono coperti di mosaici, murales e piastrelle dipinte. Inoltre è stato tra gli organizzatori del primo United Buddy Bears svoltosi in Austria nel 2002.
Sua figlia Timna Brauer è una nota cantante jazz.

## Opere principali

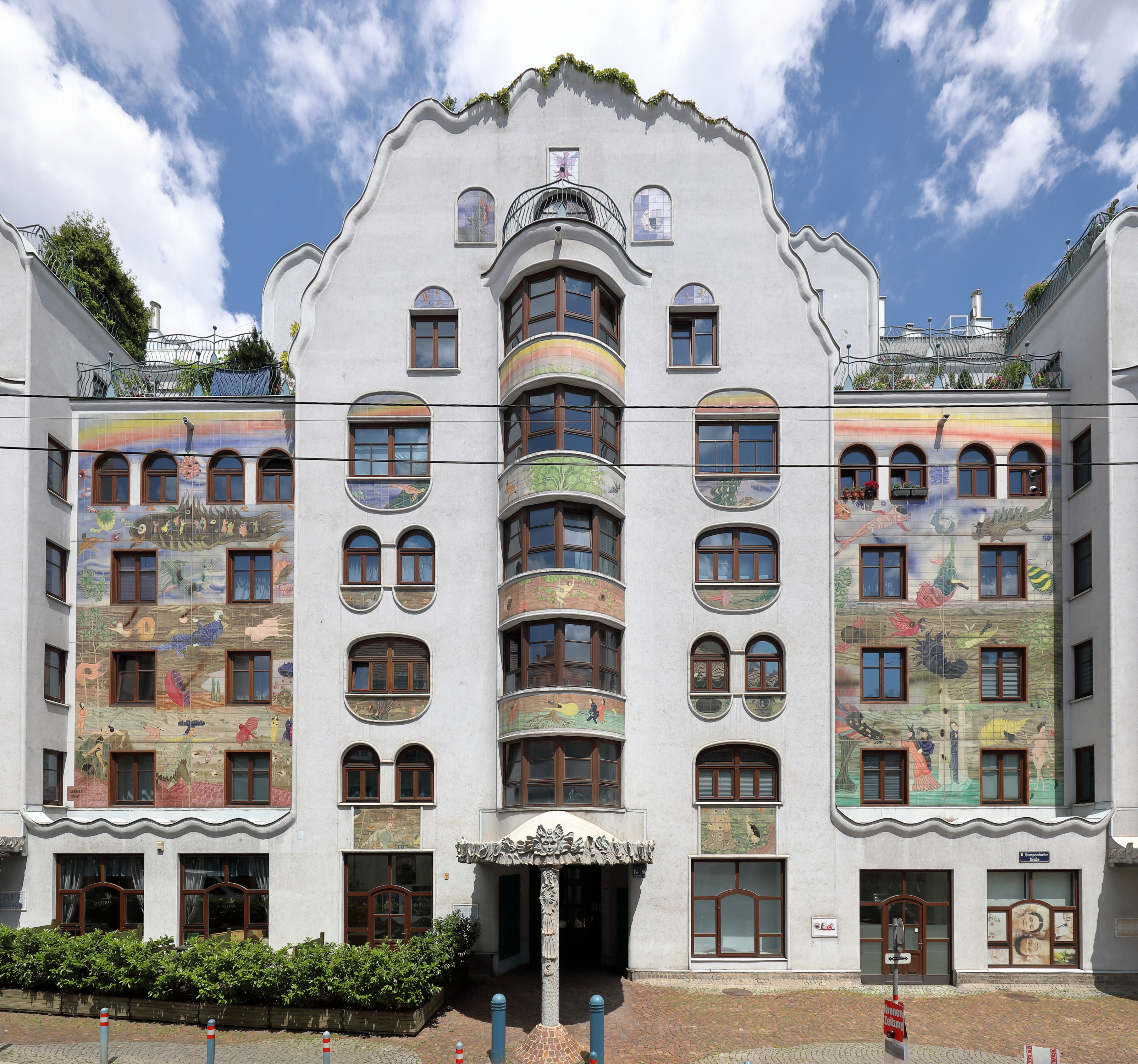
Arik-Brauer-Haus in Gumpendorferstraße a Vienna

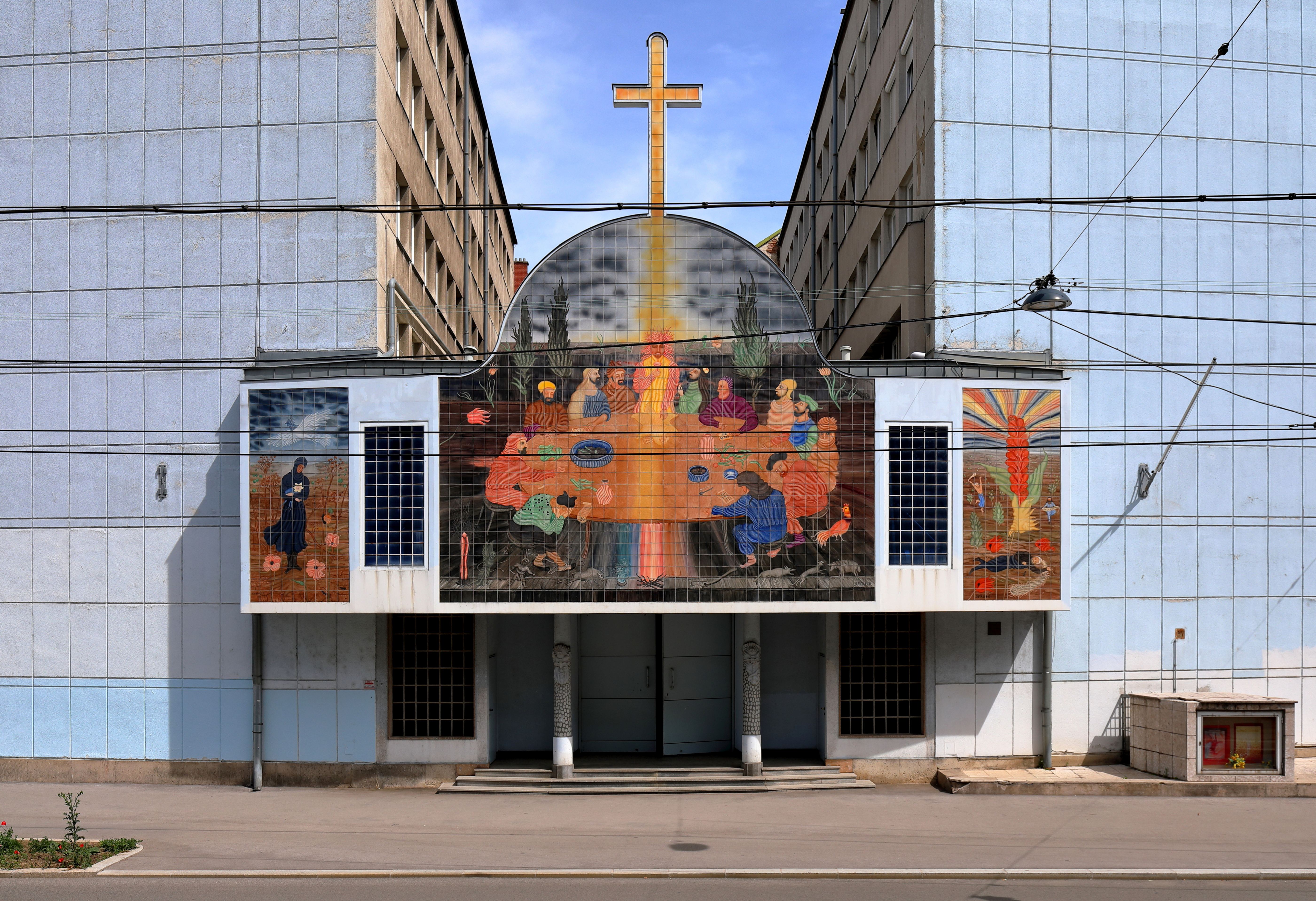
Pfarre am Tabor a Vienna (1996)

- Brauerhaus in Gumpendorferstraße a Vienna
- Pfarre am Tabor a Vienna
- Rathaus Voitsberg
- Adamo ed Eva nel Giardino dell'Eden, facciata murale del Centro commerciale "Kastra" ad Haifa

## Pubblicazioni
- Martin Buber e Arik Brauer: XX Chassidische Erzählungen (Ausstellungskatalog). Sydow Fine Art, Francoforte sul Meno 1978, ISBN 3-921520-04-5.
- Arik Brauer: Die Pessach-Haggada - Seder haggada sel pesah (edizione bilingue). Piper, Monaco 1979, ISBN 3-492-02502-1.
- Arik Brauer: Die Ritter von der Reuthenstopf (Kinderbuch). Betz, Monaco 1986, ISBN 3-219-10366-9.
- Arik Brauer: Werkverzeichnis. Harenberg Komm., Dortmund 1992, ISBN 3-88379-427-9.
- Arik Brauer: Arik Brauer (Bildband). Brandstätter, Vienna 1998, ISBN 3-85447-810-0.
- Arik Brauer: Der Teufel und der Maler. Signierte Vorzugsausgabe. Ein Satyrikon (Zeichnungen). Amalthea, Vienna 2000, ISBN 3-85002-453-9.
- Arik Brauer: Die Farben meines Lebens. Erinnerungen. Amalthea, Vienna 2006, ISBN 3-85002-562-4.

## Riconoscimenti
- Premio Città di Vienna per le Arti Visive (1979)
- Medaglia d'Oro all'Onore per i Servizi resi alla Città di Vienna (2011)